# Hands on Me
Hands on Me é o EP de estreia do cantora sul-coreana Chungha. Foi lançado pela MNH Entertainment em 7 de junho de 2017.

## Antecedentes e lançamento
Depois de se separar do seu ex-grupo I.O.I em janeiro de 2017, a MNH Entertainment anunciou seus planos de ter a estreia como cantora como artista solo durante o ano. Em 15 de março, um representante da empresa afirmou que ela estrearia em abril com um álbum.
Em 21 de abril, ela lançou o single "Week", que eventualmente seria incluído no álbum, juntamente com seu videoclipe, mas o álbum em si não seria lançado até alguns meses depois. A companhia revelou em 16 de maio que a cantora lançaria seu primeiro álbum no próximo mês.
O EP de 5 faixas foi lançado em 7 de junho com o single "Why Don't You Know", que apresenta o rapper Nucksal. Em entrevista ao The Korea Herald em 8 de junho, Chungha compartilhou suas preocupações sobre ir sozinha após ter promovido com I.O.I por menos de um ano, como resultado de ganhar um lugar no grupo quando ela competiu no programa de sobrevivência Produce 101, mas também afirmou "ir sozinho era o caminho mais rápido para mostrar" o seu "eu verdadeiro". Ela também explicou o significado por trás do título do álbum e disse que a palavra "mão" lhe dava um sentimento caloroso e era uma referência a ser escolhida pelos fãs para se tornar um membro da I.O.I.

## Composição
A faixa-título "Why Don't You Know" é descrita como uma canção tropical sobre amor não correspondido. "Make A Wish" é uma jam de electro-swing de alta energia e "우주 먼지 (Cosmic Dust)" é uma balada suave de piano. A faixa de pré-lançamento "월화수목금 토일 (Week)" é uma balada sobre o vazio que a cantora sentiu após a separação de seu ex-grupo.

## Singles
- "Week": Foi lançado como um single promocional em 21 de abril de 2017.[5][6] O single entrou no número 86 da Gaon Digital Chart, na edição de 16 a 22 de junho de 2017, com 28.492 downloads vendidos.[7][8]
- "Why Don't You Know": Foi lançado como faixa-título em conjunto com o EP em 7 de junho. A música ficou em 23º lugar da Gaon Digital CHart e chegou ao 16º lugar uma semana depois.[9][10]

## Promoção
Chungha interpretou suas músicas de seu novo álbum em um showcase realizado no mesmo dia do lançamento do álbum. Ela fez sua estréia no dia 8 de junho no M! Countdown. Ela também interpretou suas músicas em vários programas musicais sul-coreanos como Show Champion, Music Bank, Show! Music Core e Inkigayo.

## Lista de faixas
※ Faixas em negrito identificam os singles do álbum.
| N.º            | Título                               | Letras                                   | Música                      | Duração |  |
| 1.             | "Hands on Me"                        | Kim Chung-ha VINCENZO Fuxxy Any Masingga | VINCENZO Fuxxy Any Masingga | 1:08    |  |
| 2.             | "Why Don't You Know" (feat. Nucksal) | Oreo Nucksal Lee Jun-young               | Oreo                        | 3:18    |  |
| 3.             | "Make a Wish"                        | Dailydose Anna Timgren                   | Dailydose Anna Timgren      | 3:05    |  |
| 4.             | "Cosmic Dust" (우주먼지)             | Black Band                               | Black Band Red Ribbon       | 3:43    |  |
| 5.             | "Week"                               | CRACKER Grizzly                          | CRACKER Grizzly             | 3:22    |  |
| Duração total: | Duração total:                       | Duração total:                           | Duração total:              | 14:36   |  |

## Desempenho nas paradas
| Gráfico (2018)       | Melhor posição |
| -------------------- | -------------- |
| Coreia do Sul (Gaon) | 8              |